# Святченко, Сергей Евгеньевич
Сергей Евгеньевич Святченко (укр. Сергій Євгенович Святченко; род. 1952) — советский, датско-украинский архитектор, художник, фотограф, куратор. Представитель Новой украинской волны.

## Биография
Родился в семье архитектора, профессора архитектуры, члена-корреспондента Украинской Академии архитектуры Евгения Андриановича Святченко (1924—2004) и инженера Нинель Григорьевны Святченко (в девичестве Гуркина, 1926—2000)..
В 1975 году окончил Харьковский инженерно-строительный институт, архитектурный факультет (сейчас Харьковский национальный университет строительства и архитектуры ХНУСА). В формировании его художественного мировоззрения большую роль сыграли преподаватели: Виктор Антонов, профессор, академик архитектуры, и Иосиф Кравец, профессор, преподаватель живописи и рисунка.

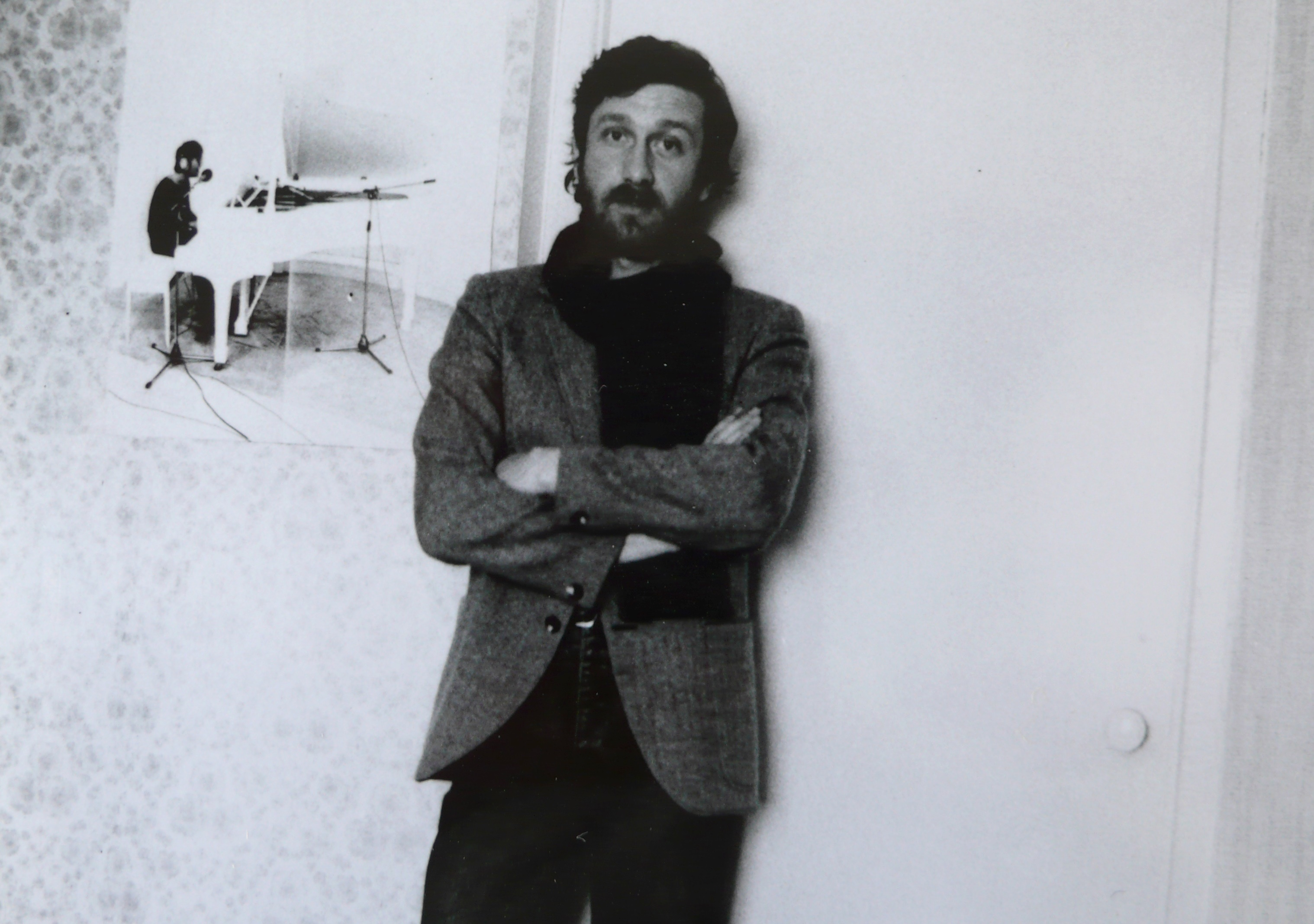
Сергей Святченко, 1985 г.

После работы в качестве архитектора в ряде проектных организаций в Харькове в 1986 году переехал в Киев, где окончил аспирантуру Киевского инженерно-строительного института (сейчас — Киевский национальный университет строительства и архитектуры КНУСА), написав диссертацию «Средства визуальной информации в архитектуре».
В 80-х стал одним из основателей Центра современного искусства «Soviart» в Киеве и одним из главных организаторов первых украинских выставок современного искусства. Среди них такие знаковые проекты, как «Киев-Таллинн» в Киевском политехническом институте (1987), «Киев-Каунас» (1988), Первая совместная выставка советских и американских художников (1988), «21 взгляд. Молодые современные украинские художники» (1989), «Украинское малARTство (60-80г.г.)» (1990), «7+7» — первая совместная выставка советских и датских художников (1990), «Спалах. Новое поколение украинского искусства» (1990).
В конце 1990 года, получив художественный грант, Святченко вместе с женой Еленой Святченко (в девичестве Филатова) переезжает на работу в Данию. C этого же года начинает участвовать в персональных и групповых выставках в Европе, Канаде и Америке. Местом постоянного проживания семьи Святченко стал город Виборг (Дания).

## Творчество
Святченко воплотил ряд монументальных проектов, таких как главный офис фирмы Nokia в Копенгагене, (сейчас Ольборг университет), комплекс зданий датской бизнес-школы Tredium, офисы Jyske Bank, Nykredit. Его работы находятся в коллекции Датского Королевского двора
В 1986 году Святченко пригласили работать художественным редактором в киевский молодёжный журнал «Ранок» («Утро»). Он стал одним из создателей первого в Советском Союзе центра современного искусства «Совиарт» в Киеве, его первым художественным директором и куратором.
Во второй половине 80-х годов в украинском изобразительном искусстве возникло движение «Новая волна», участники которого, отвергая цензурные ограничения, утверждали своим творчеством новые эстетические принципы и доказывали право на собственный выбор художественного метода. Сергей Святченко был одним из участников этого перестроечного движения в Киеве..
Член Союза датских художников и графиков (BKF). Член Национального союза архитекторов Украины (НСАУ).
В 2007 году Сергей Святченко стал лауреатом международной премии «Желтый карандаш»/Yellow Pencil Award 2007/ Лондон (D&AD).

### Коллаж

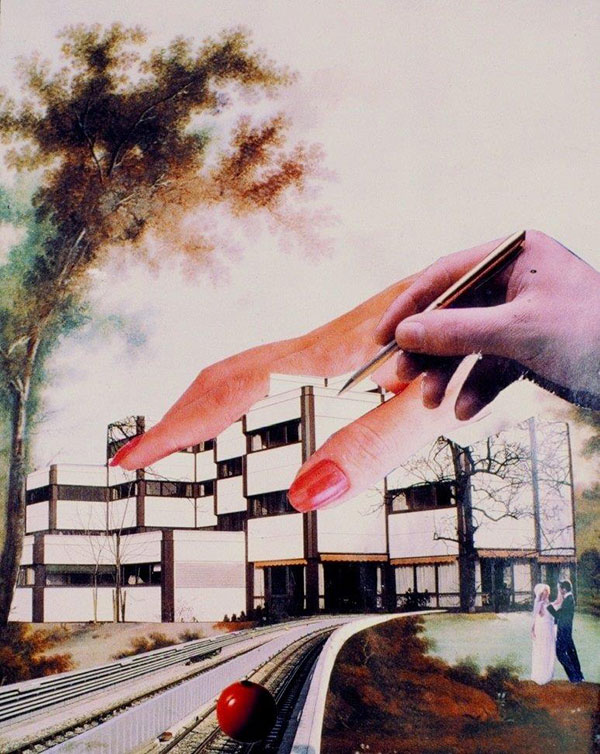
Wedding architecture (Red Ball), 1985

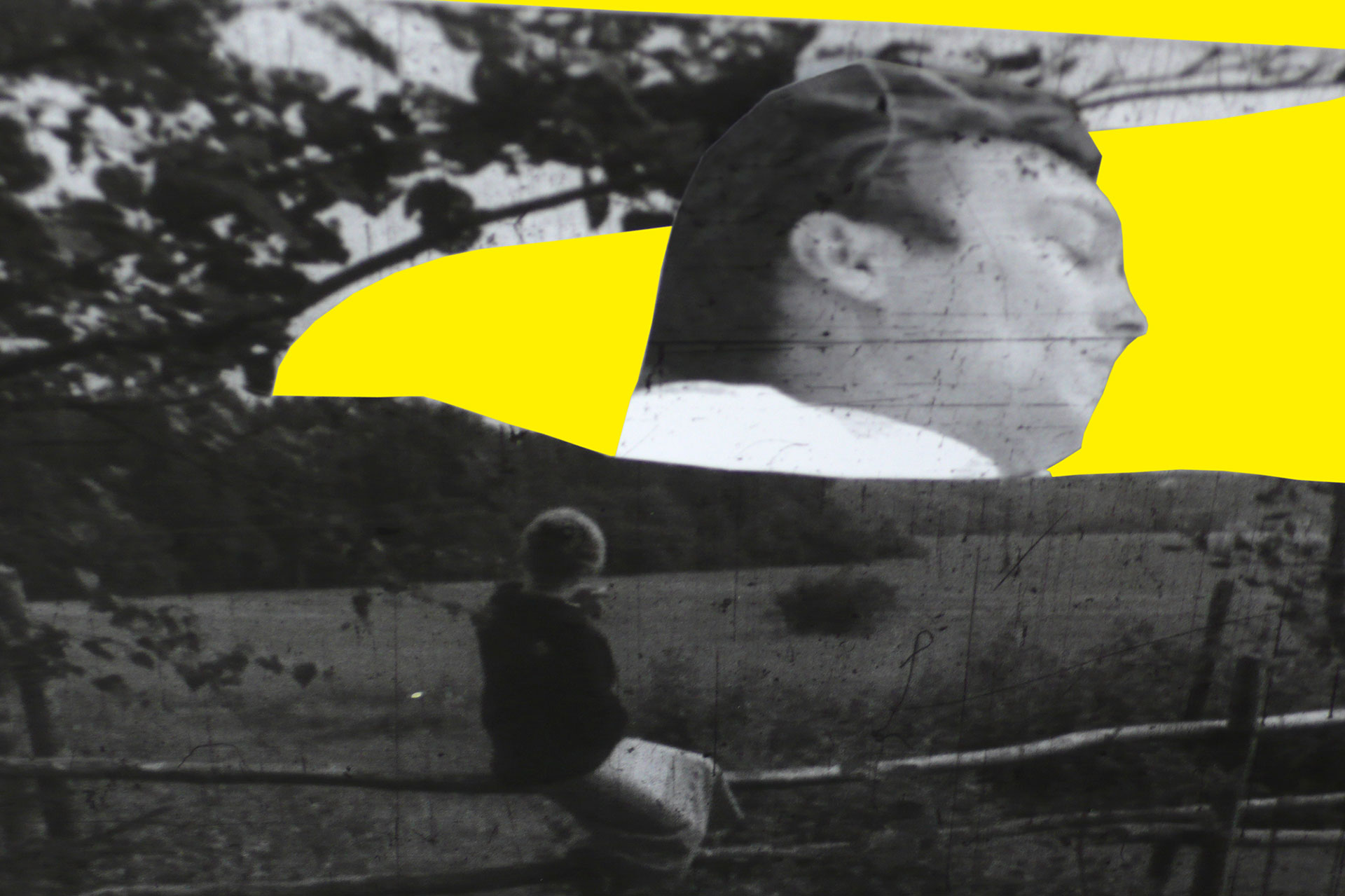
«Зеркало к Зеркалу», 2008. Посвящение Андрею Тарковскому

Коллаж как выразительная художественная форма встречается в творчестве Святченко уже в конце 70-х — начале 80-х годов. Искусствоведы, характеризуя коллажи Святченко, пишут, что находят в них диалог между материальным и нематериальным, между реалистическим и абстрактным или сюрреалистическим. Его коллажи содержат своеобразный сплав узнаваемого и рождённого фантазией, конкретного и символического, детально сконструированного и неожиданно спонтанного. Связь между узнаваемыми элементами, с одной стороны, и загадочными потусторонними формами, с другой, создаёт особый художественный эффект и вызывает у зрителя эстетическую рефлексию и удивление..
В коллажных произведениях Святченко достаточно чётко различимы две тенденции, одна из которых уходит своими корнями в Конструктивизм (искусство), а другая — в сюрреализм.
Сергей Святченко признаётся, что замыслы его работ часто рождались под влиянием впечатлений от произведений классических представителей авангарда Александра Родченко (1891—1956), Эля Лисицкого (1890—1941), Казимира Малевича (1878—1935) и Густава Клуциса (1895—1938).
В основе стиля и способов художественной выразительности коллажных работ Святченко лежит вертикально-горизонтальная структура, которую можно обнаружить во многих его живописных работах, а также в коллажах и фотографиях. Его композиции создаются обычно из относительно небольшого количества элементов, представляющих собой фрагменты человеческих фигур, зданий или узнаваемых предметов, которые соединяются художником в совершенно новую скульптурную форму. Искусствоведы отмечают необычный характер техники вырезания у Святченко при создании коллажей, характеризуя её как «безжалостное отсечение». Первоначальная горизонтально-вертикальная структура дополняется затем ещё одним измерением, так что элементы конструкции оказываются помещёнными в совершенно новый контекст. Этот новый контекст создаётся за счёт двух привносимых компонентов — времени и воспоминаний.
Для творчества Святченко в целом и, в первую очередь, для его коллажных работ очень важным был вдохновляющий импульс, который он получил, посмотрев впервые культовый фильм Андрея Тарковского (1932—1986) «Зеркало» в 1976 году. Поэтическая эстетика фильма, его художественный язык и символика, образное воплощение времени и пространства в кинокадрах стали для Святченко образцом художественного творчества. Есть целая серия работ «Mirror by Mirror» («Зеркало к Зеркалу», 2008), посвящённая фильму «Зеркало».
Коллажи, созданные в этой серии, были выполнены на основе срезок с оригинальной плёнки фильма, полученных художником от его учителя профессора архитектуры Виктора Антонова, которому их в свою очередь передал Андрей Тарковский.
Вместе с японско-английской художницей Норико Окаку Сергей Святченко создал короткометражный фильм «Зеркало к Зеркалу», посвящённый фильму «Зеркало». Совместный фильм Окаку и Святченко получил первую премию на международном фестивале в г. Лука (Италия) в 2013..

Коллажи Святченко экспонировались на выставках в Дании, Германии, Италии, Австрии, Франции, Англии, Канаде, США и были опубликованы в таких журналах, как Dazed & Confused, AnOther, Kilimanjaro, Varoom, Elephant, Rojo, Viewpoint, Blueprint, DAMn, Euroman, LOFFICIEL, Stilletto, Arena, Neon, Free & Easy и многих других.

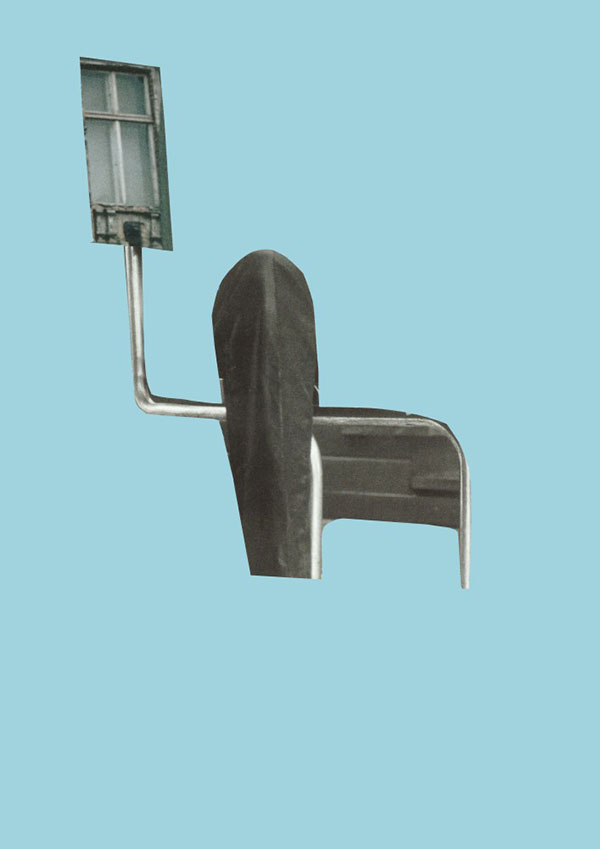
Less, 2006

### Серия Less
Используя название книги, изданной в 2012 году в Берлине издательством Гештальтен «ВСЕ ДВИЖЕТСЯ ВЛЕВО И ВПРАВО, ЕСЛИ ТЫ ЭТОГО ЗАХОЧЕШЬ» «левой» частью его творчества являются коллажные серии. Создавая свои коллажи в частности серию Less, Святченко, по его словам, опирается на эстетические приоритеты, которые извлекаются в результате бессознательного, ассоциативного и импульсивного выбора из глубин нашей коллективной памяти с целью достижения эффекта, который он называет «эстетической удивлённостью».
Понятие Less-коллаж появилось в нулевые годы, как направление в современном концептуальном коллаже и было впервые представлено Сергеем Святченко в 2004 году серией коллажей под названием Less. Less-коллаж возник как реакция на много фрагментарные, «перегруженные» композиции в классическом и в современном коллаже. Уникальность Less-коллажей Святченко и характерные отличия его образного языка состоят, во-первых, в том, что в отобранных изображениях производятся резкие и значительные отсечения, и, во-вторых, количество соединяемых в коллаже элементов сознательно минимизировано до двух или трёх. Необычно яркие цветовые задние фоны (Less-цвета) не затмевают изображений, но делают их зрительно более выпуклыми, придавая плоским изображениям подчёркнутую рельефность. Ещё одна особенность Less-коллажа состоит в том, что в нём нет ни малейшего намёка на местонахождение коллажной конструкции. Отсутствие какой-либо «географической» прикрепленности придаёт окончательную завершённость смыслу созданного изображения, где каждый из элементов вырван из реальности и безвозвратно разлучён со своими корнями.

### Живопись

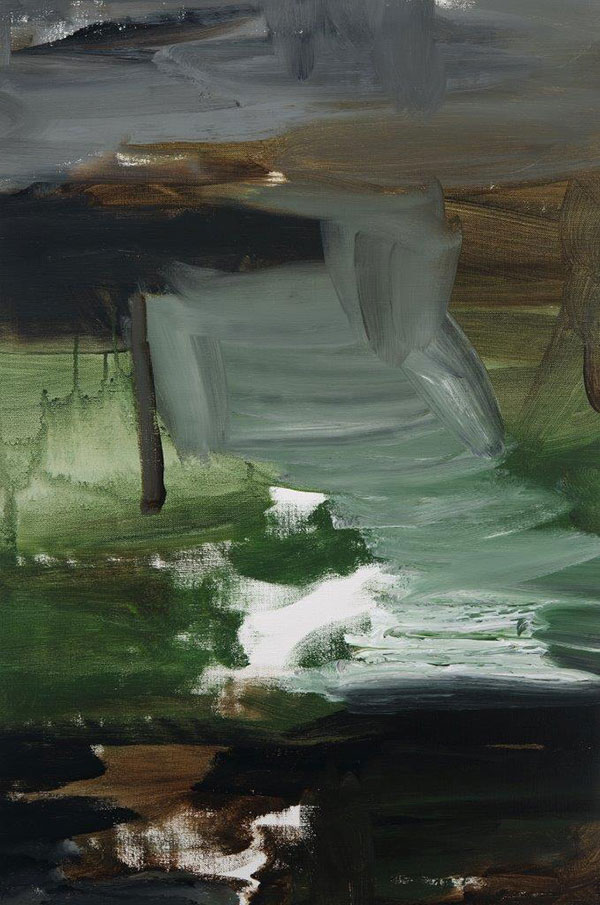
From the series Coronation, 2015

Все живописные идеи Святченко, окончательно стилистически оформившиеся в его произведениях к концу 1990 года, называют «правой» частью его творчества по отношению к «левой», коллажной.
Идея «радости и наслаждения» нашла своё воплощение в серии живописных работ, которые были созданы в конце 1990 года и были впервые показаны на выставке «Украинское малARTство (60-80 гг.)», открывшейся в 1990 году в Киеве, а потом в Фюнском художественном музее в датском городе Оденсе.
Центральная работа из этой серии называлась «За горами радость» (1989), которая была вдохновлена живописными работы художников-передвижников (1886—1923), которые ещё в детстве произвели на Святченко сильнейшее эмоциональное и эстетическое впечатление.
Магия света и красок в картинах передвижников стала источником таких чувственных вспышек в сознании Святченко, что, став художником, он захотел воссоздать этот феномен в чувственной абстрактной живописи, где свет и цвет были бы включены в другие конструкции, получили бы иное звучание, наполнялись бы другим настроением и оказывали бы новое, но такое же магическое, воздействие на зрителя.
В 1990, уже в Дании, Святченко продолжил работать в этом стиле. На первом этапе в картины этой серии включались короткие тексты, а также геральдические символы и орнаменты.
В полном объёме эту серию Святченко показал на своей персональной выставке на FIAC в Париже в 1994 с галереей NORD (Denmark) и продолжает работать в этом стиле до сегодняшнего дня.
Слияние двух идей произошло впервые в серии коллажей «Capacity for Conjuring Illusion» («Способность искажать иллюзию»), 2013.
Горизонтальные и вертикальные связи, принципы наслоений и соединение направлений «вправо» и «влево» были представлены на выставке
Сергея Святченко — «YOU»(ретроспективная выставка, VIBORG KUNSTHAL, 2017).
Двухтомная монография об этом этапе творчества "Everything goes right and left if you want it. The Art of Sergei Sviatchenko «(„ ВСЕ ДВИЖЕТСЯ ВЛЕВО И ВПРАВО, ЕСЛИ ТЫ ЭТОГО ЗАХОЧЕШЬ. Искусство Сергея Святченко“), включающая абстрактную живопись и коллаж, вышла в конце 2012 года, в Берлинском издательстве „Гештальтен“ (Gestalten).

### Senko Studio

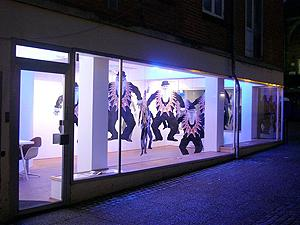
Senko Studio

В начале 2000-х Святченко открыл в г. Виборг некоммерческое выставочное пространство, галерею Senko. Название галереи — это две первые и три последние буквы имени и фамилии Sergei Sviatchenko. В выставочной деятельности галереи принимали участие художники из разных стран, способствуя созданию международного сообщества в небольшом городе Виборг с его историей, современным развитием и стремлением к новому.
Проектное предложение для галереи, а также эскизы и дизайн открыток, афиш и плакатов создавалось самим художником. Галерея по задумке автора должна была стать территорией эксперимента для молодых художников, работающих в различных медиа, параллельно известные дизайнеры могли показывать свои работы, созданные специально для демонстрации в Senko Studio.
На протяжении 7 лет в Senko Studio состоялись 72 выставки современного искусства.

### Арт-проект Close Up And Private (CUAP)

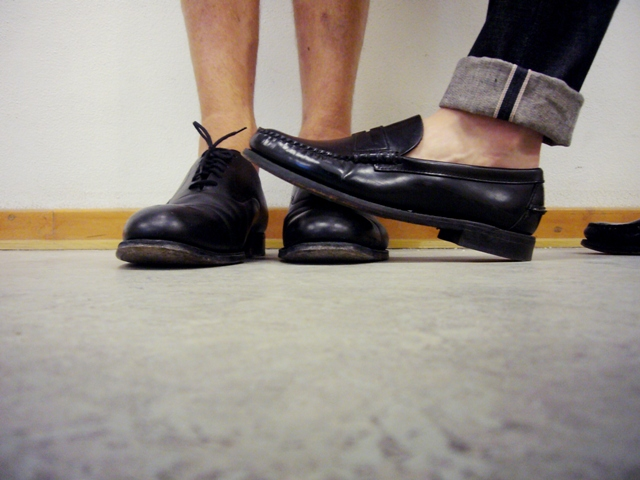
Close Up And Private, 2011

В 2009 Святченко вместе со своим младшим сыном Эриком Святченко начинает работу над проектом „Приближено и лично“ (Close Up And Private). Этот проект возник после того, как Святченко познакомился с коммуникативным эффектом социальных сетей и блогов. Сайт начинался как художественный фотопроект, в центре которого находились детали мужского костюма. Для осуществления идеи были использованы белая стена студии Святченко, служившая задним фоном, и маленькая ручная фотокамера Leica. Далее производился строгий отбор отдельных предметов одежды, затем соединение их друг с другом в композиции, фотографирование, обработка результатов с целью придания им особенного специфического тона и, наконец, размещение на веб-сайте. Итальянский арт-директор Нелло Руссо (Nello Russo) создал дизайн сайта как движущийся ряд впечатлений, подобный той атмосфере, которую можно увидеть на улице Парижа, сидя в кафе с чашечкой кофе. Сразу после размещения фотографий на блоге, созданная им философия нового визуального подхода к фотографии и стилю „взорвала“ интернет и получила заслуженное признание.
Своими фотографиями Святченко стремился запечатлеть „визуальный язык стиля“, который для него является эстетическим кодом, легко воспринимаемым людьми в широком пространстве современной моды. Его образы не диктуют, но вдохновляют. Они действуют как некий „архетип“. Изображения в проекте „Приближено и лично“ предлагают начать диалог о том, чтобы перевести фотографию моды на другой уровень, а именно по направлению к более абстрактному осмыслению объекта, что приведёт нас от взгляда на вещи (в мире моды) как на коммерческий объект, к восприятию их как элементов новой эстетики. Главная цель работы CUAP — найти некоторый эстетический код, общий для Святченко и его зрителя, создать акт коммуникации. Код, который на подсознательном уровне доступен каждому.
В 2010 году под псевдонимом Сергей Нильсен (Sergey Nielsen) Святченко создал живописную версию Close Up And Private, в 2011 коллажную „Less CUAP“.
Проект Close Up And Private сотрудничал с такими брэндами, как Costume National, Gant Rugger, Dickies, Mismo, Jack & Jones by Premium, Harris Tweed, AN IVY, S.T. VALENTIN и др., создавая новые художественные интерпретации и дизайн коллекций.
Благодаря этому проекту, Святченко, достаточно широко известный в художественной среде, приобрёл популярность также среди людей, которых интересует стиль одежды. Согласно опросу, проведённому журналом „ЕUROMAN“, он был признан в 2010, 2014 и 2019 годах „Best Dressed Man in Denmark“.

### Выставки

#### Selected solo exhibitions[29]
- 2021	Better than the Moon, Fredericia Art Association, Fredericia, Denmark
- 2019	Dream Machine, Homage to Interbau 57, Hansa center and the Danish Embassy, Berlin
- 2019 WE, collage, photography, paintings, Galerie Didier Devillez, Stephan Marquardt & Gallery, Brussels, Belgium
- 2018 Nature Matter, curated by Fay Dawling, Silkeborg Art Centre, Denmark
- 2018 End of Spring, Kiev Art Week, Ukraine
- 2018 Artist Take by Sergei Sviatchenko for Magasin du Nord», Copenhagen
- 2017 You, Retrospective, curated by Helene Nyborg Bay, Kunsthal Viborg, Denmark
- 2016 Secretly, Wall installation at the MQ Fore Court, Vienna
- 2015 Collages, Augustiana center for contemporary art, Denmark
- 2013 For Light and Memory, Gestalten Space, Berlin
- 2012 Mirror by Mirror, Homage to Andrei Tarkovsky, photocollage, installation, Riga Film Museum, Riga, Latvia
- 2009 Mirror by Mirror, Homage to Andrei Tarkovsky, photocollage, installation, West Cork Arts Centre, Cork, Ireland
- Mirror by Mirror, Homage to Andrei Tarkovsky, photocollage, installation, Gallery Photo Edition Berlin, Berlin, Germany
- Broken Images, Liaison Controverse, Dusseldorf, Germany
- The Shape of White, Visual Studies Workshop, Rochester NY, USA
- 2008 The Trip, Homage to the Psychedelic era, collage installation, ROJO artspace, Barcelona, Spain
- 2006 You are Not the Only One, installation, video, photography, Filosofgangen, Odense, Denmark
- 2000 Katarsis, installation, video, photography, Aarhus School of Architecture, Aarhus, Denmark
- Time, Kunsthallen Braenderigaard, Viborg, Denmark
- Mixed Landscape, installation, video, photography, Nielsen & Holm-Møller Museet, Holstebro, Denmark
- 1995 Works, Galerie Egelund, Copenhagen, Denmark
- 1994 The Wind, Gallery Nord, Denmark
- FIAC (International Art Fair), Gallery Nord, Paris, France
- 1992 Galerie Egelund, Copenhagen, Denmark
- 1991 Celebration, Gallery Nord, Randers,Denmark
- 1991 Gallery Thea Fisher-Reinhardt, West Berlin, Germany
- 1990 Gallery at the magazine Decorative Art of USSR, Moscow, USSR
- 1986 Institute of Design, Kiev, Ukraine, USSR

#### Group exhibition
- 2020	Less Festival for Contemporary Collage, Gentle Melody for Nature — Homage for Peter Skovgaard, Viborg, Denmark
- 2019 You Know My Name, Photo Kyiv Fair, Kyiv, Ukraine
- 2017 Face and Identity, Kunstcenter Silkeborg Bad, Denmark
- Meta-Matter, curated by Faye Dawling, Karst, Plymouth, UK
- 2016 Detached, Now and tomorrow, EIKON gallery at MQ, Vienna
- 2010 21st International Poster and Graphic Design Festival, Chaumont, France
- 2009 The Shape of White, Visual Studies Workshop, Rochester NY, USA
- 2008 Ink 01, International Illustration Rally, Fundación Bilbao Arte Fundazioa, Bilbao,
- Rojo Out, Reina Sofia Contemporary Art Museum, Madrid, Spain
- 2005 Playface, collage installation, Trevi Flash Art Museum, Italy
- Display, collage installation, Kforumvienna, Vienna, Austria
- Plotarteurope, Museo laboratorio di arte contemporanea, Rome, Italy
- 2000 Art 2000, Berkeley Square Gallery, London, UK
- 1999 Art Miami, Galerie Egelund, Miami, USA
- 1998 Artissima, Galerie Egelund, Turin, Italy
- 1996 Galerie Protée, Paris, France
- Art Cologne, Galerie Egelund, Cologne, Germany
- 1995 Kunstrai Art Fair Kunsthandel Frans Jacob, Amsterdam, Netherlands
- 1993 FIAC (International Art Fair), Gallery Nord, Paris, France
- 1990 Flash — New Ukrainian Art, House of Architects, Kiev, Ukraine, USSR
- Three Generations of Ukrainian Paintings: 1960s-1980s, Kiev- Denmark
- 1989 Кiev — Kaunas exhibition of contemporary Ukrainian art, Kiev
- 1989 The 1st Soviet-American Exhibition, Kiev, Kharkov ,Tbilisi, USSR

#### Selected books and catalogues
- 2020	Christian Kortegaard Madsen, Better than the Moon, Fredericia Kunstforening
- 2018	Jørn Jacobsen, Sergei Sviatchenko: I am collage, Lindhardt & Ringhof, Copenhagen
- 2017 Sergei Sviatchenko — You red. Helena Nyborg Bay, Viborg Kunsthal 2017
- 2014 Rick Poynor, Sergei Sviatchenko: Collages, Schlebrueger.editor, Vienna
- Skull Art Prints, 20 removable posters, Laurence King Publishing, London
- 2013 Dennis Busch, Hendrik Hellige and Robert Klanten (eds.), The Age of Collage, Gestalten, Berlin
- 2012 Silke Krohn (eds.), Everything Goes Right & Left if You Want It: The Art of Sergei Sviatchenko
- 2011 Hendrik Hellige, Robert Klanten and James Gallgher (eds) Cutting Edges: Contemporary collage, Gestalten, Berlin
- 2008 Trine Rytter Andersen, Viktor Antonov, Marina Tarkovskaya, Mark Le Fanu, Irina Tchmyreva, Per Carlsen, Mirror By Mirror. Homage to Andrei Tarkovsky by Sergei Sviatchenko, Galleri Image, Aarhus
- 2007 Sergei Sviatchenko, Less, limited edition artist’s book, Rojo, Barcelona
- 2006 Hans Henrik Jacobsen, Paintings & Others 1991—2006, Hovedland, Aarhus
- 2003 Viktor Antonov, Georgy Nikich and Martine Arnault-Tran, Sviatchenko: Multimedia, Light, Art, Stories, Borgen, Copenhagen
- 1996 Jørgen Hansen, Sergei Sviatchenko: Paintings 1993—1996, Galerie Egelund, Copenhagen
- 1995 Jesper Overgaard, Byens Magi, Art Sted, Viborg
- 1994 Torben Weirup, When the Light Breaks Through, Galerie Egelund, Copenhagen
- 1993 Jørgen Hansen, 3 års malerier I Danmark, Galerie Nord, Randers & Galerie Egelund, Copenhagen
- Tom Jørgensen, Sergei Sviatchenko: Works on Paper 1989—1998, Galerie Egelund, Copenhagen